# Xã Elverum, Quận Pierce, Bắc Dakota
Xã Elverum (tiếng Anh: Elverum Township) là một xã thuộc quận Pierce, tiểu bang Bắc Dakota, Hoa Kỳ. Năm 2010, dân số của xã này là 34 người.